# Liomesus
Liomesus là một chi ốc biển, là động vật thân mềm chân bụng sống ở biển trong họ Buccinidae.

## Các loài
Các loài trong chi Liomesus gồm có:
- Liomesus ovum (Turton, 1825)[2]
- Liomesus stimpsoni Dall, 1889[3]